# 花の子ルンルン/女の子って
『花の子ルンルン/女の子って』（はなのこルンルン/おんなのこって）は、1979年3月1日に日本コロムビアより発売された堀江美都子、並びに猪股裕子のシングルレコード（SCS-464）。
TVアニメ『花の子ルンルン』のオープニングテーマとエンディングテーマ主題歌に収録されている。アニメと同じ名のタイトル曲「花の子ルンルン」は軽快な曲が特徴。堀江美都子の大ヒット曲のひとつ。
本シングルが発売された1979年3月1日に堀江美都子は、『ダルタニアスの歌』『Oh!Sunday 青春は日曜日』（堀江美都子&神谷明名義）と合わせて、シングル3枚を同日発売している。

## 曲目リスト
（全作詞：千家和也、全作曲：小林亜星、全編曲：青木望）
1. 花の子ルンルン
歌：堀江美都子、ザ・チャープス
TVアニメ『花の子ルンルン』オープニングテーマ
2. 女の子って
歌：猪股裕子、小林亜星
TVアニメ『花の子ルンルン』エンディングテーマ

## カバー
花の子ルンルン
- 一城みゆ希 - 東芝EMI（EMIミュージック・ジャパン）版カバー。編曲：斉藤恒夫。1980年発売のコンパクト盤『花菜っ子/花の子ルンルン/まいごの宇宙人/フライング・アンブレラ』（TS-4854）やLP『テレビまんがデラックス おしゃれアルバム〜女の子特集〜』（TC-50105）などに収録。
- 朝倉理恵 - CBS・ソニー（ソニー・ミュージックレコーズ）版カバー。編曲：矢野立美。『主題歌ヒットソング大行進'81』（20AH-1329、1981年）などに収録。
- マジカル・ドリーム・オーケストラ（メインボーカル：泉香奈） - 1982年発売のシングル『スターズ・オン・アニメ(SF編)/スターズ・オン・アニメ(少女まんが編)』。メドレー曲「スターズ・オン・アニメ(少女まんが編)」の内の1曲でカバー。
- 孫佳星（中国語でカバー。中国語題は「花仙子」または「花仙子之歌」。1988年発売のアルバム（カセットテープ）『孫佳星影視歌曲專輯（孙佳星影视歌曲专辑）』収録）
- 小西克幸（『百歌声爛 -男性声優編-』収録）
- 柚木涼香（『新・百歌声爛 -女性声優編-』収録）
- 井上かおり（2008年発売『こどもと歌いたい!ファミリーヒットソング〜おしえて・花の子ルンルン・世界中の誰よりきっと〜』収録）
- 間瀬靖子、クレープ（『不滅の名作アニメ主題歌集』（発売元：KS CREATE INC.）収録）
- momo-i（桃井はるこ）（2007年発売『ファミソン8BIT STAGE2』収録）

女の子って
- 桂木桂馬 with エルシィ starring 下野紘 with 伊藤かな恵（2014年発売『「神のみぞ知るセカイ」キャラクター・カバーALBUM2』収録）